# 森哲
森哲（日语：／ Mori Satoshi，1949年5月10日—），日本男子篮球运动员，毕业于明治大学。他曾代表日本参加1972年夏季奥运会和1976年夏季奥运会男子篮球比赛。他也参加了1970年亚洲运动会，最终获得铜牌。